# Élections générales portoricaines de 1988
Des élections générales ont eu lieu à Porto Rico le 8 novembre 1988.
Rafael Hernández Colón, du Parti populaire démocrate (PPD), a été réélu gouverneur. Le PPD a également remporté la majorité des sièges à la Chambre des représentants et au Sénat. Le taux de participation était de 84,5%.

## Résultats

### Gouverneur
| Candidat                 | Parti                             | Votes   | %     |
| ------------------------ | --------------------------------- | ------- | ----- |
| Rafael Hernández Colón   | Parti populaire démocrate         | 871 858 | 48,70 |
| Baltasar Corrada del Rio | Nouveau parti progressiste        | 820 342 | 45,80 |
| Rubén Berríos            | Parti indépendantiste portoricain | 99 206  | 5,50  |

### Législatives
| Parti                                   | Sièges |
| --------------------------------------- | ------ |
| Parti populaire démocrate (PPD)         | 36     |
| Nouveau parti progressiste (NPP)        | 15     |
| Parti indépendantiste portoricain (PIP) | 2      |
| Total                                   | 51     |